# Acropteris iphiata
Acropteris iphiata is een nachtvlinder uit de familie Uraniidae, de uraniavlinders. De spanwijdte bedraagt tussen de 25 en 35 millimeter. De vlinder komt voor in het Japan, China en Korea.
De waardplanten van deze vlinder komen uit de geslachten Cynanchum, Metaplexis et Tylophora.